# Want Want
Want Want was een Nederlandstalige powerpopband uit Kampen.

## Biografie
Want Want werd opgericht door voormalig Rockacademiestudent Fokko Mellema in 2009. Na het uiteenvallen van zijn band Jeremy's, waarin hij gitaar speelde en songschrijver was, besloot Mellema zelf een band te starten, waarin hij naast gitaar ook de zang voor zijn rekening zou nemen. Daarnaast stapte hij over van Engelstalige naar Nederlandstalige teksten, wat hem in het begin zwaar viel. De naam Want Want, die niet echt een betekenis heeft, werd gekozen uit een lijstje van meer dan 300 namen. Met de naam zou de band in de bakken van de platenwinkels dicht bij Weezer komen te staan.
Mellema verzamelde muzikanten om zich heen, waarna de band al snel begon met het opnemen van hun debuutalbum onder leiding van Daniël Lohues. De stijl van de muziek omschrijft Mellema als powerpop, "lieve liedjes in een stevig jasje gegoten". De band wordt vaak vergeleken met Amerikaanse collegerockbands als Weezer en Fountains of Wayne. Na de single Heleen, die enkel op vinyl werd uitgegeven, werd de band uitgeroepen tot Serious Talent op 3FM en mocht de band spelen op Noorderslag.
Op 30 april 2010 verscheen het debuutalbum Mijn meisje vindt me leuk zoals ik ben. Het album werd uitgebracht door CNR Records en kreeg goede recensies. Het album bevat 14 nummers, waarvan er 13 van de hand van Mellema zijn. Het nummer Kip paard koe is een bewerking van het Fountains Of Wayne nummer Sink to the bottom.
Op 30 maart 2012 bracht de band met een concert in 't Ukien in Kampen de ep Niet Huilen uit. De ep bevat vier nummers, waarvan het eerste, Sexy, al eerder op YouTube was verschenen. Eind 2013 maakte de band op haar Facebookpagina bekend dat de band voorlopig op non-actief werd gezet, zodat de bandleden zich konden richten andere projecten. Mellema en Boeve startten hierop de band Fokko.

## Bezetting
- Fokko Mellema - zang, gitaar
- Jasper la Faille - basgitaar
- Bob Boeve - toetsen en zang
- Adrian Delange - drums

## Discografie

### Albums
| Album met eventuele hitnotering(en) in de Nederlandse Album Top 100 | Datum van verschijnen | Datum van binnenkomst | Hoogste positie | Aantal weken | Opmerkingen |
| ------------------------------------------------------------------- | --------------------- | --------------------- | --------------- | ------------ | ----------- |
| Mijn meisje vindt me leuk zoals ik ben                              | 30-04-2010            | 08-05-2010            | 75              | 1            |             |
| Niet Huilen (ep)                                                    | 30-03-2012            |                       |                 |              |             |

### Singles
| Single met eventuele hitnotering(en) in de Nederlandse Top 40 | Datum van verschijnen | Datum van binnenkomst | Hoogste positie | Aantal weken | Opmerkingen                                    |
| ------------------------------------------------------------- | --------------------- | --------------------- | --------------- | ------------ | ---------------------------------------------- |
| Heleen                                                        | 2010                  |                       |                 |              | Vinylsingle                                    |
| Kip Paard Koe                                                 | 2010                  |                       |                 |              | Meer dan een half miljoen weergaven op YouTube |